# إبراهيم حسن (لاعب كرة قدم، مواليد 1991)
إبراهيم حسن إبراهيم عبد اللطيف، من مواليد قرية المسين مركز الدلنجات محافظة البحيرة عام 1991 انتقل لفريق نجوم المستقبل عندما تألق و حصل علي بطولة بيبسي للمدارس مع فريق مدرسة المسين الاعدادية و بعد ذلك اختاره الكابتن حسن شحاته عندما كان يدرب نادي الزمالك و كان علي سبيل الإعارة و لم يلعب في ذلك الوقت نظرا لعدم اقامة بطولة الدوري في هذا الوقت وبعد ذلك انتقل للنادي الاسماعيلي ويجيد في مركز صانع الألعاب، يلعب حالياً في صفوف نادي بيراميدز .

## المسيرة الاحترافية
أنتقل إلي نادي الزمالك رسميا من نادي نجوم المستقبل «نادي بيبسي» علي سبيل الإعارة لمدة 6 أشهر من فترة الانتقالات الشتوية يناير 2012، عاد لناديه الأول في يوليو 2012، قبل أن ينتقل لصفوف نادي الإسماعيلي في سبتمبر 2012.

## وصلات خارجية
- إبراهيم حسن (لاعب كرة قدم مواليد 1991) على موقع قاعدة بيانات كرة القدم.إي يو (الإنجليزية)